# Lipovská vrchovina
Lipovská vrchovina je geomorfologický podcelek na jižní Moravě. Je součástí Bobravské vrchoviny.
Jedná se o vrchovinu tvořenou žulami, granodiority a diority brněnského masivu, sníženiny jsou vyplněny neogenními a čtvrtohorními sedimenty. Lipovská vrchovina je soustavou hřbetů a sníženin, kterými vedou příčná průlomová údolí vodních toků, zejména Svratky, Bobravy a Jihlavy. Nejvyšším bodem je Kopeček (479 m n. m.). Příčným směrem prochází vrchovinou také dálnice D1 a železniční tratě Brno–Jihlava a Brno – Hrušovany nad Jevišovkou-Šanov. Na řece Svratce byla postavena Brněnská přehrada, v prostoru Lipovské vrchoviny se rovněž nachází brněnský automotodrom Masarykův okruh a letiště Medlánky. Střední část vrchoviny je urbanizovaná městem Brnem.
Na území Lipovské vrchoviny se nachází množství maloplošných chráněných území, zřízeny zde byly také přírodní parky Podkomorské lesy, Baba a Bobrava.
Člení se na Trnovku, Jinačovický prolom, Babí hřbet, Medláneckou sníženinu, Palackého hřbet, Žabovřeskou kotlinu, Špilberk, Pisáreckou kotlinu, Kohoutovickou vrchovinu, Střelickou kotlinu, Ořechovskou pahorkatinu, Silůveckou pahorkatinu, Bránickou kotlinu, Hlínskou vrchovinu, Omickou vrchovinu, Žebětínský prolom a Bystrckou kotlinu.